# Imari (Saga)
Imari (伊万里市, Imari-shi) is is een Japanse stad in de prefectuur Saga. Op 1 september 2014 had de stad 55.830 inwoners. De bevolkingsdichtheid bedroeg 219 inw./km².  De oppervlakte van de stad is 255,04 km².   De gemeente is vooral bekend als havenplaats voor de doorvoer van Imari-porselein.
In Imari bevindt zich een carillon met een voorstelling van een Nederlands VOC-schip.
Steden:
Imari · Kanzaki · Karatsu · Kashima · Ogi · Saga (hoofdstad) · Takeo · Taku · Tosu · Ureshino

Districten:
Fujitsu · Higashimatsuura · Kanzaki · Kishima · Miyaki · Nishimatsuura
Gemeenten per district